# Melderstein

Melderstein är ett gammalt bruk vid Bjurån i Råne älvdal. Bruket anlades av Jonas Meldercreutz, Abraham Steinholtz och Carl Thingvall på 1740-talet för att förädla järnmalmen från Malmberget. Hammarsmedjor startades 1741 och 1743 för att producera stångjärn.
Några år senare sålde Steinholtz sin del till Meldercreutz vilken då blev ensam ägare. Året efter Meldercreutz död 1785 köpte den förmögne godsägaren Jean Fredrik Bedoire bolaget och anläggningarna för 15 000 riksdaler. Han drev anläggningarna en kort tid, fram till år 1799, då bergsrådet Samuel Gustaf Hermelin köpte hela brukskoncernen för 84 000 riksdaler.
Från 1825 och tre årtionden framåt var bruket i kunglig ägo. Karl XIV Johan hade köpt in hela Gällivareverken i vilket Melderstein ingick. Bruksdriften fortsatte fram till 1892.
Efter nedläggningen av bruket drevs herrgården vidare bland annat som säteri, skolhem och fritidsgård av Svenska Missionsförbundet. Sedan 1995 ägs fastigheten åter av ättlingar till Carl Thingvall.
Namnet Melderstein är en sammanslagning av namnen Meldercreutz och Steinholtz. (Se även Svansteins namnursprung.)